# Anué
Anué —más comúnmente Valle de Anue— (en euskera y oficialmente Anue) es un valle y un municipio español de la Comunidad Foral de Navarra, situado en la merindad de Pamplona, en la comarca de Ultzamaldea y a 20,6 km de la capital de la comunidad, Pamplona. El municipio está compuesto por los 7 concejos: Arizu, Burutáin, Esáin, Egozcue,  Etuláin, Leazcue y Olagüe (capital del valle) y un lugar habitado: Echaide. Su población en 2024 fue de 486 habitantes (INE).

## Topónimo
Anué es un topónimo oscuro del que nadie sabe el origen o significado etimológico. Julio Caro Baroja decía que este topónimo debía estar relacionado con otros topónimos vascos como Anoeta o Anabitarte. La primera mención escrita proviene de 1268, cuando se le menciona como Val d'Anhue, aunque ya a finales del siglo XIII aparece como Val d'Anue.
Cuando el Valle de Anué se convirtió en municipio con la reforma administrativa de 1842, tomó originalmente el nombre de Arizu, que era el del pueblo del valle que ejercía por aquel entonces como capital. Sin embargo esto no duró mucho tiempo y en todos los censos posteriores el municipio figuró de nuevo bajo el nombre de Anué. Esta fue la denominación oficial del municipio hasta el 30 de enero de 1989 , cuando fue cambiada oficialmente en el BOE por Anue, que es el nombre de la localidad escrito en lengua vasca. Al estar el municipio ubicado en la Zona Vascófona de Navarra, de acuerdo a la Ley del Vascuence de Navarra de 1986, los topónimos oficiales deben ser en dicha lengua, salvo que exista una denominación distinta en castellano, que no es el caso. El nombre vasco de la localidad es idéntico al castellano con la salvedad de que no lleva tilde, ya que este signo no se utiliza en la lengua vasca. A pesar de no ser ya oficial desde 1989, la web del ayuntamiento sigue utilizando la denominación tradicional con tilde para su página en castellano.

## Gentilicio
Anuetarra

## Geografía
Integrado en la comarca de Ultzamaldea, la capital municipal, Olagüe, se sitúa a 20 kilómetros de Pamplona. El término municipal está atravesado por la carretera nacional N-121-A (Pamplona-Irún) y por carreteras locales que permiten la comunicación dentro del territorio y con los municipios vecinos de Esteríbar y Lanz. El relieve del municipio está definido por valle de Anué, creado por el río Elzarrain, afluente del Ulzama, y por las montañas de los Pirineos navarros. La altitud oscila entre los 1411 metros al noreste (pico Xuriain), ya en los Pirineos, y los 500 metros a orillas del río Elzarrain. La capital municipal se alza a 550 metros sobre el nivel del mar.
| Noroeste: Ulzama | Norte: Lanz y Baztán | Nordeste: Esteríbar |
| Oeste: Odieta    |                      | Este: Esteríbar     |
| Suroeste: Odieta | Sur: Olaibar         | Sureste: Esteríbar  |

## Administración y política

### Gobierno municipal
| Mandato   | Nombre del alcalde  | Partido político |
| --------- | ------------------- | ---------------- |
| 2003-2007 |                     |                  |
| 2007-     | Raúl Pascal Egozcue | Zuriain-Anue     |

### Elecciones generales
| Elecciones al Congreso de 2019 en Anué | Elecciones al Congreso de 2019 en Anué               | Elecciones al Congreso de 2019 en Anué | Elecciones al Congreso de 2019 en Anué | Elecciones al Congreso de 2019 en Anué |
| Logo                                   | Partido político                                     | Votos                                  | Porcentaje                             |                                        |
| -------------------------------------- | ---------------------------------------------------- | -------------------------------------- | -------------------------------------- | -------------------------------------- |
|                                        | EH Bildu (EH Bildu)                                  | 83                                     | 34,58%                                 |                                        |
|                                        | Navarra Suma (NA+)                                   | 61                                     | 25,42%                                 |                                        |
|                                        | Partido Socialista Obrero Español (PSOE)             | 35                                     | 14,58%                                 |                                        |
|                                        | Podemos (Podemos)                                    | 32                                     | 13,33%                                 |                                        |
|                                        | Geroa Bai (GBai)                                     | 20                                     | 8,33%                                  |                                        |
|                                        | Vox                                                  | 5                                      | 2,08%                                  |                                        |
|                                        | Partido Animalista Contra el Maltrato Animal (PACMA) | 2                                      | 0,83%                                  |                                        |
|                                        | Recortes Cero-Grupo Verde (Recortes Cero-GV)         | 1                                      | 0,42%                                  |                                        |
|                                        | Por un Mundo más Justo (PUM+J)                       | 1                                      |                                        |                                        |

## Demografía
Anué cuenta con una población de 486 habitantes (INE 2024).
| Gráfica de evolución demográfica de Anué entre 1842 y 2021                                                                                                 |
| |
| Población de derecho según los censos de población del INE Población de hecho según los censos de población del INEEn este censo se denominaba Arizu: 1842 |

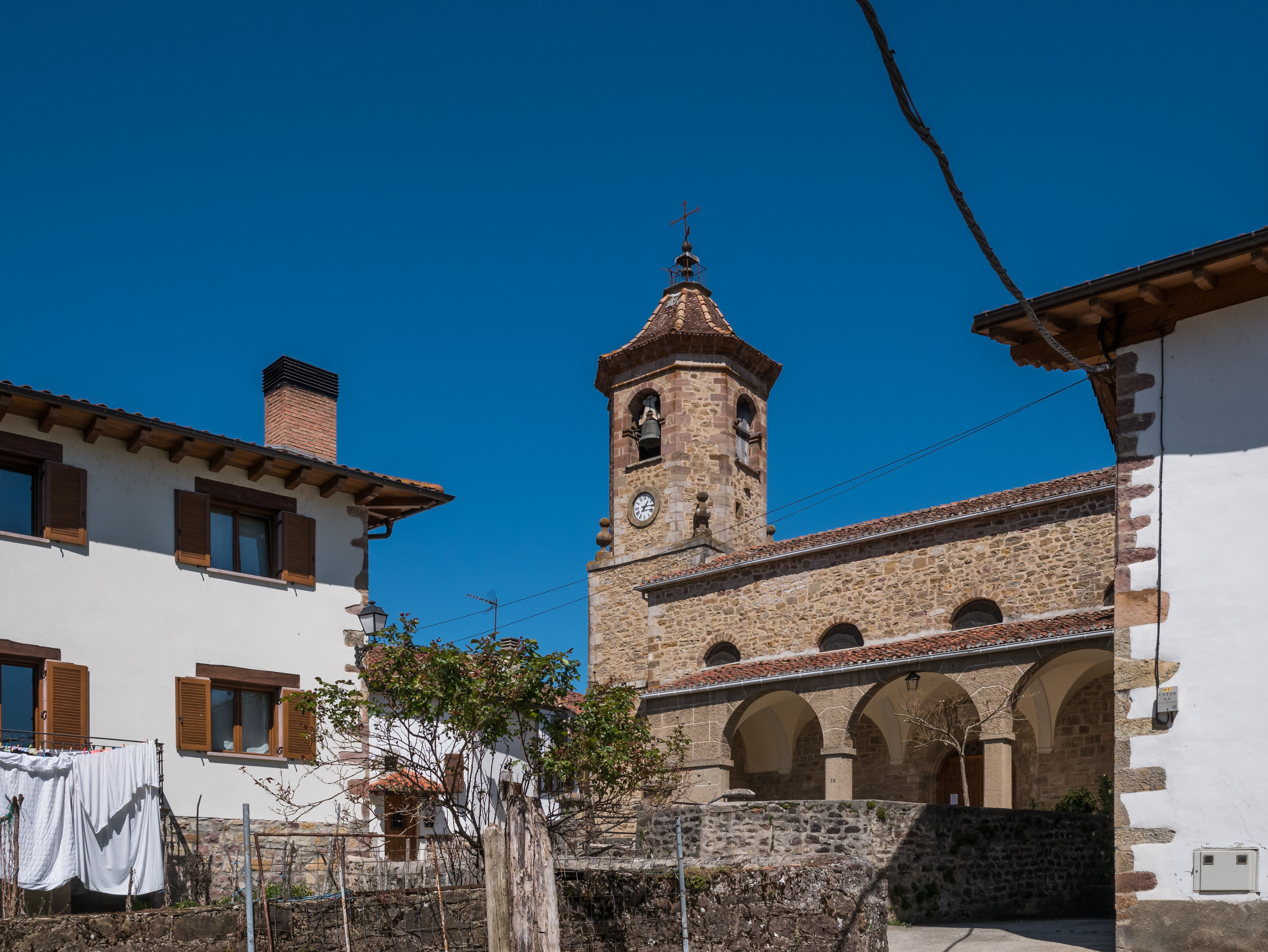
Iglesia de Olagüe

El municipio se divide en los siguientes núcleos de población, según el nomenclátor de población publicado por el INE (Instituto Nacional de Estadística). Los datos de población se refieren a 2014
| Entidad de población | Población (2014) |
| -------------------- | ---------------- |
| Arizu                | 45               |
| Burutáin             | 82               |
| Echaide              | 2                |
| Egozcue              | 26               |
| Esáin                | 37               |
| Etuláin              | 33               |
| Leazcue              | 14               |
| Olagüe               | 223              |

## Monumentos

### Monumentos civiles
- Torre Echaide o Ealegi: torre de origen medieval situada en la localidad de Echaide.

## Cultura
En Olagüe se conserva un baile popular llamado Esku Dantza (baile de las manos). En este baile la música del chistu es acompañada de choques de manos y palmadas.

## Personas destacadas
- Juan de Vicuña (siglo XVIII): maestro y calígrafo.
- Román Oyarzun (1882-1968): diplomático y abogado. Autor del libro Historia del Carlismo, una de las obras de referencia sobre este movimiento político.